# وانادو تورتو
وانادو تورتو شهری در جنوب غربی استان سانتا فه آرژانتین می‌باشد.